# Andriej Diewiatkin
Andriej Aleksiejewicz Diewiatkin. ros. Андрей Алексеевич Девяткин (ur. 7 października 1980 w Moskwie) – rosyjski szachista, arcymistrz od 2008 roku.

## Kariera szachowa
Wielokrotnie startował w mistrzostwach Rosji juniorów w różnych kategoriach wiekowych. Normy na tytuł arcymistrza zdobył w latach 2003 (Moskwa, turniej Aerofłot Open), 2007 (Saratów) oraz 2008 (Cappelle-la-Grande). Sukcesy w turniejach międzynarodowych:
- dz. I m. w Petersburgu (2005, wspólnie z Igorem Zacharewiczem, Denisem Jewsiejewem i Michaiłem Brodskim),
- dz. I m. w Saratowie (2007, wspólnie m.in. z Jewgienijem Tomaszewskim, Denisem Chismatullinem, Siergiejem Azarowem i Aleksiejem Fiodorowem)
- dz. I m. w Cappelle-la-Grande (2008, wspólnie z Wugarem Gaszimowem, Dawidem Arutinianem, Vasiliosem Kotroniasem i Jurijem Kryworuczko),
- dz. I m. w Petersburgu (2009, memoriał Michaiła Czigorina, wspólnie z Siergiejem Wołkowem, Zhou Weiqi, Hrantem Melkumjanem i Andriejem Ryczagowem),
- I m. w Canberze (2011)[1].

Najwyższy ranking w dotychczasowej karierze osiągnął 1 listopada 2009 r., z wynikiem 2608 punktów zajmował wówczas 37. miejsce wśród rosyjskich szachistów.